# 婴儿城
《婴儿城》（法語：Baby folies）是一部由塞尔·罗森茨维格和克劳德创作的具有童趣风格的动画连续短剧，自1993年在法国Canal+电视台播放。

## 剧情简介
《婴儿城》背景为一个都是婴儿居民的城市。尽管城市居民的外表都被设定为婴儿，但是他们具有成年人的动作和生活。本动画片即为这些婴儿发生的一些故事。